# Ангелопулос, Ликург
Лику́рг Ангело́пулос (греч. Λυκούργος Αγγελόπουλος, англ. Lycourgos Angelopulos; 21 сентября 1941, Пиргос — 18 мая 2014, Афины) — греческий музыкант (хормейстер, певчий), музыковед и преподаватель. Всемирно известный исполнитель и пропагандист византийского церковного пения. Архонт-протопсалт (главный церковный певчий) Константинопольской архиепископии.

## Биография
Обучался в Афинах на юридическом факультете университета,  изучал византийскую музыку у музыковеда и источниковеда Симона Караса. В 1977 организовал и возглавил «Греческий византийский хор» (греч. Ελληνική Βυζαντινή Χορωδία), основу репертуара которого составили реконструкции византийской церковной музыки. С этим хором Ангелопулос гастролировал по всему миру (в 2011 — гастроли в Санкт-Петербурге и Москве), участвовал в международных музыкальных фестивалях (в том числе в церкви святой Ирины в Стамбуле), записывал диски. С 1985 сотрудничал с французским музыкантом-исследователем М.Пересом, выступал как солист на записях западной церковной монодии совместно с ансамблем «Органум» (староримский распев, беневентанский распев и т. д.).
Преподавал византийское пение в Консерватории Ф. Накаса и Консерватории Н. Скалкотаса (обе в Афинах); директор «Византийских школ музыки» в трёх регионах Греции. С 1982 — протопсалт афинской церкви св. Ирины. В 1994 удостоен почётного титула «архонта-протопсалта» Константинопольской архиепископии. Имеет правительственные награды, в том числе Серебряный крест ордена Феникса (2004).
Ангелопулос — автор исследований по истории и теории греческого православного пения, статей и брошюр о мелургах Иоанне Кукузеле, Петре Лампадарии, Мануиле Гута (расцвет творчества ок. 1700, Солунь) и других византийских музыкантах. В практической интерпретации (особенно ритм, микротоновая орнаментика, исон) памятников поздневизантийской нотации опирался на метод своего учителя С.Караса. Интерпретация памятников византийской монодии Караса (и его последователя Ангелопулоса) не является общепризнанной и неоднократно становилась объектом критики со стороны коллег — певчих («псалтов») и музыковедов.

## Научные труды
- Η σημασία του έργου του Σίμωνος Καρά // Σύναξη, τ/χ.16 (1985), σελ.55-58.
- The Importance of Simon Karas’ Research and Teaching Regarding the Taxonomy and Transcription of the Effect of the Signs of Cheironomy. Communiqué to the Delphi Musicological Conference, 4-7 September 1986. Athens: Hellenic Byzantine Choir, 1988; англ. перевод: Psaltiki Journal 2 (2009).
- Ο πρωτοψάλτης της Θεσσαλονίκης Μανουήλ Γούτας. Αθήνα, 1989.
- ´Ενα ανέκδοτο «Θεοτόκε Παρθένε» της Αρτοκλασίας, Μέλος Μανουήλ Γούτα // Συμπόσιον Πνευματικόν. Αθήνα, 1989. Σ. 661—677.
- Βυζαντινοί Μελουργοί: Μανουήλ Χρυσάφης ο Λαμπαδάριος, Ιωάννης Κλαδάς ο Λαμπαδάριος, Ιωάννης Κουκουζέλης ο Βυζαντινός Μαΐστωρ. Αθήνα: Οργανισμός Μεγάρου Μουσικής Αθηνών, 1995.
- Ιωάννου Κουκουζέλη τοῦ Μαΐστορος Εκλογή ´Εργων. Αθήνα, 1995.
- (соавтор — Π. Βλαγκόπουλος) Το Χερουβικό του Πέτρου Λαμπαδαρίου και το αμβροσιάνο οφφερτόριο Ecce apertum est. Αθήνα, 1995.
- Η σημασία της έρευνας και της διδασκαλίας του Σίμωνος Καρά. Αθήνα, 1998.
- Isocratema Technique in Modern Performance Practice (Athens, 2000) (статья об исоне, англ.; оригинал по-греч.)

## Избранная дискография
- 1985 Староримский распев (Chants de L'Église de Rome. Période Byzantine; с ансамблем «Органум») //  harmonia mundi HMC 901218
- 1988 Амвросианский распев (Chants de l'Église Milanaise; с ансамблем «Органум») // harmonia mundi HMC 901295
- 1989 (?) Византийская месса. Акафист  (с Греческим византийским хором) // Playasound PS 65118-65119 (2 CD)
- 1990 Концерт византийской музыки (Byzantine Music in Concert; с Греческим византийским хором) // Chant du Monde CMT 274971
- 1991 Староримское пение. Месса св. Марциала (Messe de Saint Marcel; с ансамблем «Органум») // harmonia mundi HMA 1951382
- 1992 Литургия Иоанна Златоуста  (с Греческим византийским хором) // Opus OPS 30-78
- 1993 Беневентанский распев (Chants de la Cathédrale de Benevento; с ансамблем «Органум») // harmonia mundi HMC 901476
- 1994 Мозарабский распев (Chant Mozarabe. Liturgie de la messe; с ансамблем «Органум») // harmonia mundi HMC 901519
- 1995 Византийский маэстро. Музыка Иоанна Кукузеля  (с Греческим византийским хором) // Jade Records 1984462
- 2005 Византийская месса. Акафист (с Греческим византийским хором) // Jade Records 6996112 (2 CD)[6]
- 2008 Староримский распев. Слово воплощенное (Incarnatio Verbi; с ансамблем «Органум») //  Zig-Zag Territories ZZT 81001